# Nairai
Nairai ist eine Insel von Fidschi im Archipel Lomaiviti. Die Insel hat vulkanischen Ursprung und eine Fläche von ca. 30 km². Auf der Insel leben ca. 1500 Einheimische in den Dörfern der Küste.

## Geographie
Es gibt fünf Dörfer auf der Insel: Natauloa (Häuptlingsdorf und Sitz des Tui Nairai - `the sit'of `the Turaga na Tui Nairai'), Tovulailai (Hafenort), Vutuna, Lawaki und Waitoga. Die Insel entstand aus dem Westrand eines alten Vulkankraters, daher zieht sich von Nordosten nach Süden ein Hügelkamm über die Insel, der im Süden am Koroitoga (206 m) seinen höchsten Punkt erreicht. Weitere Gipfel sind Mount Nakalawaca und Korovatu. Eine ganze Reihe von kleinen Flüssen (u. a. Nasiciravoravo Creek, Nanggumia Creek, Dalice Creek, Sauni Creek, Domonisava Creek, Naiyaca Creek, Nause Creek, Gusuiremo Creek, Nakoromumu) bilden die Süßwasservorräte.
Vor der Westküste liegen die winzigen Inseln Sucunilevu und Sucunilailai. Im Nordosten, Osten und Süden ist die Insel von Saumriffen (Qalilevu Reef, Cakaunikuita Reef, Naveluvakisalusalu Reef) umgeben und es gibt nur wenige Passagen, die eine Durchfahrt mit dem Boot erlauben. Auch im Westen gibt es zahlreiche Riffe.

## Geschichte
Die Einwohner leben von Subsistenzwirtschaft (unter anderem Taro-Anbau). Es gibt keinen Flughafen und die Insel ist schwierig mit dem Boot zu erreichen. Die Regierung von Kommodore Frank Bainimarama hat sich seit 2007 sehr um eine Entwicklung der Insel bemüht und versuchte auch eine Peoples Charter einzuführen, welche jedoch vom Lomaiviti Provincial Council abgelehnt wurde, während sie von den Distrikten (Tikina) Nairai und Sawaieke angenommen wurde.
Nach der Errichtung der neuen Landungsbrücke wurde außerdem die Around the island Road als Zeichen der Wertschätzung durch die Regierung angelegt. Daraufhin bekräftigte der Tui Nairai nochmals, dass er und seine Leute die Peoples Charter als das neue „instrument of change“ begrüßen.
Im Häuptlingsdorf Natauloa bilden die drei Häuptlingsclans Mataqali Valebalavu, Mataqali Namoala und Mataqali Tarani die Haupteigentümer des Landes (land owning units). Die Dorfbewohner sind darin Mitglieder durch Geburt oder Blutsverwandtschaft in männlicher Linie.
Damit sind sie in gemeinsamer Eigentümerschaft unter dem I Taukei Lands Trust Board und der Native Lands Commission (Valenivolavola Ni Kawa Bula).